# Brutale Stadt
Brutale Stadt (Originaltitel: Città violenta) ist ein 1970 von Sergio Sollima gedrehter Kriminalfilm in italienisch-französischer Koproduktion. Im deutschsprachigen Raum lief der Film am 26. November 1970 in den Kinos an.

## Handlung
Der Auftragskiller Jeff Heston verbringt einige Zeit mit seiner Freundin Vanessa auf den Virgin Islands. Schwer verletzt überlebt er den unerwarteten Anschlag eines seiner ehemaligen Auftraggeber, Jerry Coogan. Während der Genesung fallen Heston immer mehr Details ein, unter anderem, dass nachdem er angeschossen wurde, Vanessa in den Wagen Coogans gestiegen ist.
Dank der Hilfe eines Bekannten, des Anwalts Steve, wird Heston bereits nach zwei Jahren aus der Haft entlassen. In Freiheit sucht er Coogan und tötet ihn während eines Autorennens. Auch Vanessa kann er finden. Nachdem diese ihm gegenüber ihre Unschuld beteuert hat und sie angibt, von Coogan erpresst worden zu sein, keimt die alte Liebe zwischen den beiden wieder auf.
Als das Paar die Stadt verlassen will, bekommt er Bilder zugespielt, die ihn während des Mordes an Coogan zeigen. Mit diesen Beweisen versucht Gangsterboss Al Weber Heston zu überreden, einen neuen Auftrag anzunehmen. Auf dem Grundstück von Weber trifft Heston nicht nur auf den Anwalt Steve, der für den Gangster arbeitet, sondern erkennt auch, dass Vanessa mittlerweile mit Weber verheiratet ist.
Vanessa gelingt es erneut, Jeff von ihrer Liebe zu überzeugen. Ihr zuliebe bringt Jeff den Gangster um. Vor der geplanten Flucht mit Jeff trifft sich Vanessa mit Steve, erzählt ihm von dem Mord und spielt dem Anwalt die Fotos von dem Anschlag auf Coogan zu. Der benachrichtigten Polizei kann Jeff nur knapp entkommen, indem er vorgibt, nach Afrika zu flüchten.
Nach der Testamentseröffnung kommt es zum Streitgespräch zwischen Steve und Vanessa. Steve, der ebenfalls ein Verhältnis mit Vanessa hat, wird klar, dass das legale Unternehmen Webers alleine der Ehefrau zusteht und sie ihn nicht, wie ursprünglich geplant, daran teilhaben lassen will.
Während die beiden mit einem gläsernen Aufzug in die Firmenzentrale fahren, tötet Jeff von einem gegenüberliegenden Hochhaus zunächst Steve und anschließend seine stumm um Gnade bettelnde große Liebe Vanessa. Offenbar bewusst hat sich der Killer ein niedriges Haus gesucht, somit gibt es in den umliegenden Häusern reichlich Zeugen. Jeff verzichtet auf eine Flucht, wartet in aller Ruhe auf die Polizei und lässt sich von dem eintreffenden Beamten erschießen.

## Rezeption
„Zu behaupten, der Film wäre spannend, ist leicht untertrieben“, so Genrekenner Karsten Thurau, der Bronsons brillante Darstellung eines nicht „gefühllosen Killers in einem Sog aus Gewalt, Leidenschaft und Zerstörung“ lobt, während der französische Kollege Regisseur Sollima herausstreicht, der „von den ersten Bildern an den Ton vorgibt: Aggressivität, Können, bekannte, gut besetzte Darsteller, nervöser Schnitt, Balance zwischen gewalttätigen und lyrischen Bildern“. Das Lexikon des internationalen Films differenzierte: „Ein darstellerisch beachtlicher Gangsterfilm, der im Versuch, den individualistischen Außenseiter auch im kriminellen, hierarchisch struktuierten [sic] Lebensraum als Normbrecher zu beschreiben, an seiner brutalen Action scheitert.“ Eher negativ urteilt der Evangelische Film-Beobachter: „Schaurig-schöne und zu gelackte Mörderballade. Gesellschaftskritischen Anmerkungen ging das Autorenteam aus dem Weg, wenn nicht der ganze Film eine Absage an das von ‚Verbrechern beherrschte Nordamerika‘ sein sollte.“

## Bemerkungen
Der Film war ein Kassenerfolg, konnte jedoch darin nicht an Sollimas frühere Italowestern heranreichen.
Bis 2008 war der Film indiziert und ab 18 Jahren freigegeben, nach einer Neuprüfung wurde er ungekürzt ab 16 Jahren freigegeben.

## Synchronisation
Die deutsche Synchronfassung entstand 1970 bei der Berliner Synchron GmbH nach dem Dialogbuch von Fritz A. Koeniger unter der Synchronregie von Hans Dieter Bove.
| Rolle           | Darsteller        | Synchronsprecher  |
| --------------- | ----------------- | ----------------- |
| Jeff Heston     | Charles Bronson   | Michael Chevalier |
| Weber           | Telly Savalas     | Horst Niendorf    |
| Killain         | Michel Constantin | Jürgen Thormann   |
| Steve           | Umberto Orsini    | Rolf Schult       |
| Tom Shandy      | Peter Dane        | Martin Hirthe     |
| Vanessa Shelton | Jill Ireland      | Kerstin De Ahna   |
| Zelleninsasse   | Benjamin Lev      | Wolfgang Draeger  |